# Santiago Guillén Fernàndez
Santiago Guillén Fernàndez ha estat un empresari i polític català. Nascut a Ivars d'Urgell i establert a Sant Cugat del Vallès.

## Biografia
Fill d'Empar Fernandez Coll i Bernardo Guillen, va néixer a Ivars d'Urgell, a la província de Lleida, el 27 de novembre de 1939 i morí a Sant Cugat del Vallès, província de Barcelona, el 19 de febrer de 2020.
Diplomat en enginyeria industrial, el 1966 fou responsable de tècniques informàtiques de gestió a la Société AUROC. El 1967 tornà a Barcelona, on treballà fins al 1972 com a cap d'estudis comercials aplicats de Gas Natural. El 1972 fou nomenat director general de la Promotora del Vallès, SA, de Sabadell, fins que el 1979 exercí de gerent de l'Hospital de Sant Llàtzer de Terrassa (1979-80). El 1978 va dirigir la filial barcelonina de la Fundació Konrad Adenauer i de 1980 a 1984 fou president de la junta de govern de Piano Grup, més tard anomenat Fundació Societat i Cultura.
Políticament és vinculat des de jove a la democràcia cristiana. De 1962 a 1967 fou secretari de la Joventut Demòcrata-Cristiana de Catalunya i de 1967 a 1979 fou secretari de formació d'Unió Democràtica de Catalunya. Tanmateix participà en la fundació de Centristes de Catalunya (CC-UCD). A les eleccions municipals espanyoles de 1979 fou escollit tinent d'alcalde de l'ajuntament de Sant Cugat del Vallès i el 1982 va substituir com a diputat al Parlament de Catalunya Higini Torras i Majem, escollit a les eleccions de 1980. Entre d'altres, fou membre de la Diputació Permanent i de les Comissions de Política Cultural i Política Social del Parlament de Catalunya.

## Obres
- Per a entendre en política. Para entender en política (1977)
- «Sabadell-Terrassa», estudi de reactivació de la comarca del Vallès Occidental (1979)
- Qualité urbaine et mèthode de gestion (l980)
- Qui no té por de l'ordinador? (1988)